# Benjamin Peetre
Benjamin Peetre, född 13 mars 1968, är formchef på dagstidningen Sydsvenskan (Sydsvenska dagbladet).[när?] Han var tidigare medlem i popgruppen Beagle.